# 풍경 (안문태수)
풍경(馮敬, ? ~ 기원전 142년)은 전한 중기의 관료이다.

## 행적
경제 후2년(기원전 142년) 3월, 흉노가 안문을 침략하였다. 안문태수 풍경은 맞서싸웠으나 패하여 죽었다.

## 출전
- 반고, 《한서》 권5 경제기